# Maywood (Californie)
Pour les articles homonymes, voir Maywood.
Maywood est une ville du comté de Los Angeles, dans l'État de Californie aux États-Unis. Au recensement de 2010 sa population était de 27 395 habitants.

## Géographie
La ville de Maywood est située au cœur de l'agglomération de Los Angeles, à l'est d'Huntington Park.
Selon le Bureau du recensement, elle a une superficie de 3,1 km2.

## Démographie
| Groupe            | Maywood | Californie | États-Unis |
| ----------------- | ------- | ---------- | ---------- |
| Blancs            | 52,0    | 57,6       | 72,4       |
| Autres            | 42,0    | 17,0       | 6,2        |
| Métis             | 4,3     | 4,9        | 2,9        |
| Amérindiens       | 0,8     | 1,0        | 0,9        |
| Asiatiques        | 0,3     | 13,1       | 4,8        |
| Afro-Américains   | 0,6     | 6,2        | 12,6       |
| Océaniens         | 0,1     | 0,4        | 0,2        |
| Total             | 100     | 100        | 100        |
|                   |         |            |            |
| Latino-Américains | 97,5    | 37,6       | 16,7       |

| 1930  | 1940   | 1950   | 1960   | 1970   | 1980   |
| ----- | ------ | ------ | ------ | ------ | ------ |
| 6 794 | 10 731 | 13 292 | 14 588 | 16 996 | 21 810 |

| 1990   | 2000   | 2010   | - | - | - |
| ------ | ------ | ------ | - | - | - |
| 27 850 | 28 083 | 27 395 | - | - | - |